# Manius Pomponius Matho
Manius Pomponius Matho est un homme politique de la République romaine. Membre de la gens Pomponia, il est le fils de Marcus Pomponius Matho et le frère de Marcus Pomponius Matho (consul en 231 av. J.-C.).
En 233 av. J.-C., il est consul, avec comme collègue Quintus Fabius Maximus Verrucosus dit Cunctator (le Temporisateur). En 217 av. J.-C., il est maître de cavalerie.